# NGC 1529
NGC 1529 في الفهرس العام الجديد، هي مجرة، تقع في كوكبة الشبكة (كوكبة). اكتشفت في 9 ديسمبر 1836 بواسطة جون هيرشل.

## روابط خارجية
- NGC 1529 على موقع ويكي سكاي: DSS2, SDSS, GALEX, IRAS, Hydrogen α, X-Ray, Astrophoto, Sky Map, Articles and images